# Dobrochów
Dobrochów (niem. Zessendorf) – wieś w Polsce położona w województwie lubuskim, w powiecie żarskim, w gminie Przewóz.
W latach 1975–1998 miejscowość administracyjnie należała do województwa zielonogórskiego.